# Bogdan Leonte
Pas d'image ? Cliquez ici

a Compétitions nationales et continentales officielles uniquement.

b Matchs officiels uniquement.
Dernière mise à jour le 2 mai 2018.
Bogdan Leonte, né le 13 mai 1986, est un joueur de rugby à XV et à sept franco-roumain qui évolue au poste de troisième ligne aile au sein de l'effectif du CS Bourgoin-Jailleu (1,90 m pour 96 kg).
Il est le fils de Gheorghe Leonte, international roumain.

## Carrière
- CS Vienne jusqu'en cadet
- 2005-2013 : CS Bourgoin-Jallieu
- 2013-2014 : Stade montois
- Depuis 2014 : CS Bourgoin-Jallieu

## Palmarès

### En club
- Champion de France Reichel : 2006, 2007

### En équipe nationale
- Équipe de France -19 ans :
  - 2005 : participation au championnat du monde en Afrique du Sud, 2 sélections (Géorgie, Roumanie)
  - 4 sélections en 2004-2005
- Équipe de France -18 ans : 3 sélections en 2004 (Pays de Galles, Écosse, Angleterre), 2 essais
- Équipe de France de rugby à sept (participation aux tournois de George 2006 et Tunis 2006 et 2007)